# Дуда, Ян Тадеуш
Ян Тадеуш Дуда (пол. Jan Tadeusz Duda) — польский инженер-электрик, учёный и политик, председатель Сеймика Малопольского воеводства. Отец президента Польши Анджея Дуды.

## Биография
Родился 29 апреля 1949 в Старом Сонче.
В 1973 окончил факультет электротехники в Горно-металлургической академии имени Станислава Сташица в Кракове. В 1977 получил там докторскую степень.
С 1977 по 2004 работал на кафедре автоматического управления факультета электротехники, автоматики, информатики и электроники Горно-металлургической академии имени Станислава Сташица.
В 2004 ему было присвоено звание профессора технических наук.
В 2006 году возглавил кафедру системного анализа и цифрового моделирования.
В 2006 стал профессором Горно-металлургической академии в Кракове.
В 2009 году занял должность заведующего кафедрой прикладной информатики факультета менеджмента Горно-металлургической академии в Кракове. Он также занял должность профессора Политехнического института Государственной высшей профессиональной школы в Турнове.
С 1993 по 2001 читал лекции в Опольском технологическом университете.
Стажировался в Дании, Великобритании и Франции.

### Общественная и политическая деятельность
В 2014 году получил мандат депутата Сеймика Малопольского воеводства по списку партии «Право и Справедливость».
В 2019 баллотировался в Сейм, получил 40,45% (79 608 голосов) и не прошел, уступив Ежи Федоровичу.
В октябре 2019 года избран председателем Сеймика Малопольского воеводства, сменив Рафала Бохенека, ставшего депутатом Сейма.

### Личная жизнь
Родители — Алоиз Дуда и Кинга Дуда (урождённая Рамс). 

Жена - Янина Милевская (р. 1949) — профессор химии (в браке с 1970 года)
- Две дочери — Анна и Доминика.
- Сын Анджей Дуда (р. 1972) — президент Польши с 2015 года.

Брат — Антоний Дуда — депутат Сейма Польши VIII созыва.